# László Károly (hadnagy)
László Károly (Kecskemét, 1815. március 30. – Bátya (Foktő mellett), 1894. május 4.) mérnök, 1848–49-es honvédszázados. Kossuth Lajos titkára 1850–1852 közt, emlékíró, útleíró és üzletember.

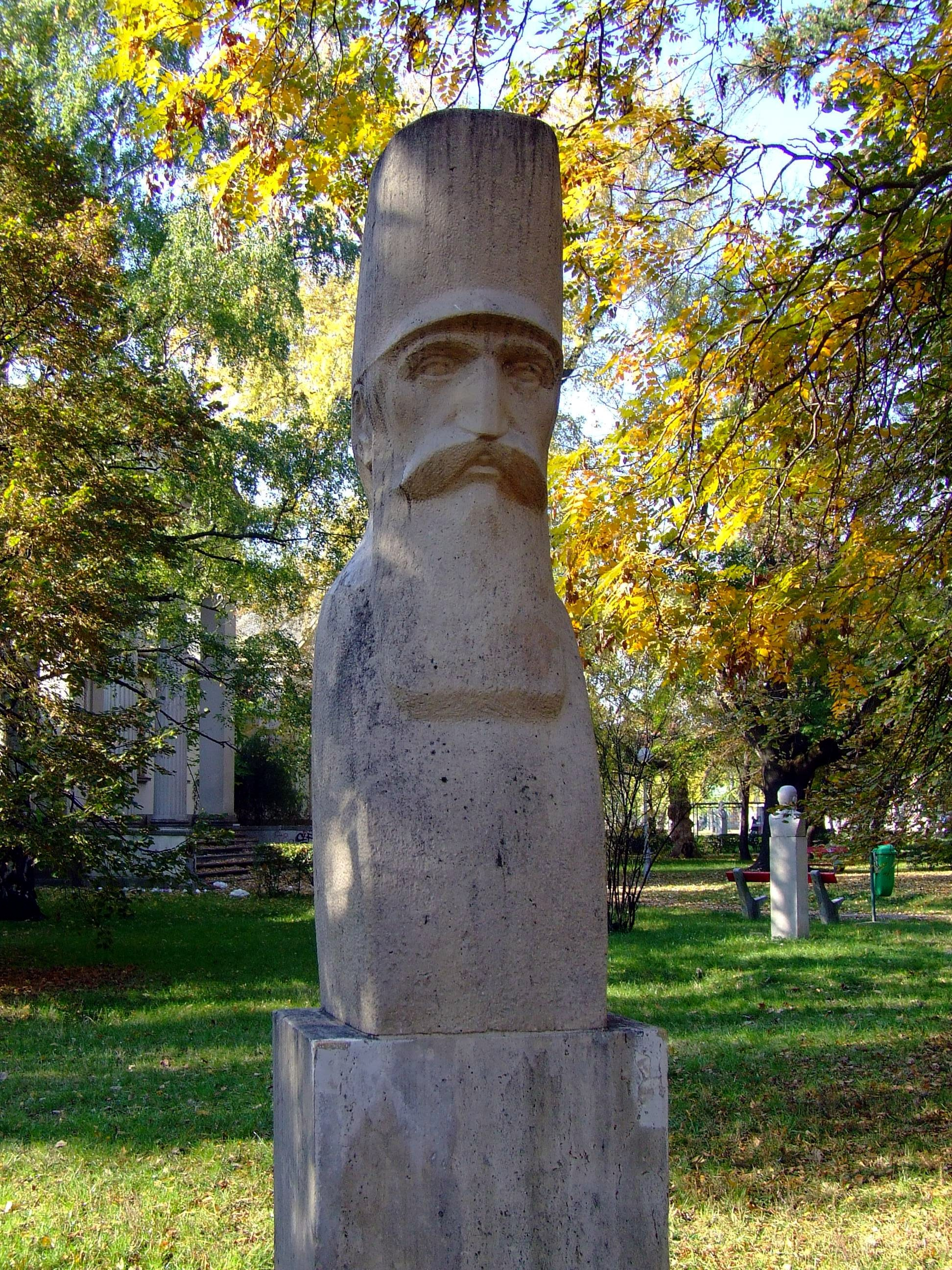
László Károly szobra Kecskeméten. Demján Attila alkotása

## Élete
Szülővárosában folytatta tanulmányait a VIII. osztályig; azután a mérnöki pályára lépett és oklevelet szerzett. Mint gyakorló mérnök működött. 1848-ban a szabadságharc kezdetén a Hunyadi-zászlóaljba mint közvitéz lépett be, később a tüzérséghez ment át és főhadnagyi, majd századosi rangra emelkedett. Részt vett a hanyatló küzdelem egyik utolsó csatájában, az 1849. augusztus 9-ei temesvár-szentandrási ütközetben, amely a magyar sereg feloszlásával végződött. László ütegének maradványával Lugosra, majd Facsétra húzódott; innét Déva felé ment és Bemmel augusztus 22-én Törökországba menekült. Kossuthoz csatlakozott 25 társával és 1850. április 12-én Kiutahiába érkezett; ezután folyton Kossuth környezetében élt, meghitt barátja és titkára volt. 1851. szeptember 10-én szálltak fel az Amerikai Egyesült Államok Mississippi nevű hajójára; november 10-én érkezett New Yorkba. Kossuth angliai kitérővel később, 1852 decemberében érkezett Amerikába. László Károly mindenütt követte Kossuthot amerikai körútján, és csak 1852. július 14-én búcsúzott el tőle, amikor Kossuth örökre elhagyta Amerikát. László Amerikában maradt, ahol Kossuth ajánlására Asbóth Sándorral, Grechenek Györggyel mint mérnök a New York állam csatorna-mérnöki hivatalának syracuse-i osztályában nyert alkalmazást egy dollár napidíjjal; később a Syracuse-Binghamton-vasútnál dolgozott és 1853. február 17-én Syracuse-ban megkapta az amerikai állampolgárságot. Két évig Mexikóban az állami birtokok felmérését végezte; szerzett vagyonával mahagoni és berzsenyfa kereskedést folytatott.
1867-ben házasodott meg, egy Silcz Józefin nevű kreol nőt vett feleségül, s visszatért hazájába. Előbb Dunapatajon telepedett le, ahol anyja lakott. 1871-ben szülővárosába költözött és a népbanknak volt könyvelője. 1872. április 2-án városi mérnökké választották; 1882. november 21-én lemondott hivataláról, miután a szolnok-csongrádi Jobbparti Tiszaszabályozó Társulat igazgató-mérnökké nevezte ki, és Újkécskére költözött. Innen indult el 1892 nyarán, hogy felkeresse Kossuth Lajost Torinóban. Elhunyt 1894. május 4-én délután fél kettőkor, örök nyugalomra helyezték 1894. május 5-én délután a református egyház szertartásai szerint Foktőn.
Levelei Amerikából a Vasárnapi Újságban (1858–62., 1866., 1868., Mexikóból és New-Yorkból) és a Politikai Újdonságokban (1860) jelentek meg; cikkeket írt a Kecskemétben (1873. Egy csata az indiánokkal az amerikai Egyesült-Államokban, 1875. Egy herczeg szerelme, Pierce W. Etta után, 1876. Utazás Philadelphiába, Lerándulás Washingtonba, Utazás Californiába és vissza, Niagara zuhatag, A syracusei sótermelés, Saratoga, Springs és egyéb, 1876-1881. Töredékek naplójából); az Arad és Vidékében (1887. 83. sz. Kossuth amerikai diadalútja.)

## Munkái
- Naplótöredékek az 1849-iki menekülteket, internáltakat, különösen Kossuthot és környezetét illetőleg, Törökországban és az amerikai Egyesült Államokban. Budapest, 1887. (Ism. Budapesti Szemle LI.)
- László Károly 1850-67. évi naplójegyzetei. Budapest, 1942.
- Kecskemét városa. A Szilády Lajos 1869-ki felmérése után általa készített térképszelvényekről szerkesztette és rajzolta ... Az 1895. évi állapotnak megfelelőleg alakította Rohicsek Gusztáv, Kecskemét. (Térkép.)

Eredeti naplótöredéke, ívrét egy ív, kelt: Kiutahiaban 1850. szept. 19. (a Magyar Nemzeti Múzeumban); azonban kézirati hagyatékának legnagyobb része a család birtokában maradt, mely azt az 1848-49. ereklyemúzeumnak szánta; ezen gyűjteményben számos levél van az emigráció kitűnőségeitől: Bemtől, Guyontól, Andrássy Gyula és Teleki László grófoktól, végül Ihász Dánieltől (ez utóbbié főképpen a felkelő hadsereg számadásait tartalmazza); végül több vaskos kötetre menő naplója, mely tájképekkel és népviseletekkel van illusztrálva.
László Károly naplója nagyobb részben értékes kordokumentum és forrásanyag, talán ő tárta fel leghitelesebben, hogy Kossuth Lajos amerikai körútján a befolyt adományokat közpénzként kezelte, s Magyarország szabadságának és függetlenségének kivívására szándékozott fordítani.